# Cavriana
Cavriana település Olaszországban, Lombardia régióban, Mantova megyében. Lakosainak száma 3733 fő (2023. január 1.). Cavriana Goito, Guidizzolo, Lonato del Garda, Medole, Monzambano, Pozzolengo, Solferino és Volta Mantovana községekkel határos.

## Népesség
A település lakossága az elmúlt években az alábbi módon változott:
| Lakosok száma | 3857 | 3828 | 3733 |
|               | 2017 | 2018 | 2023 |